# Paul Pogba
Paul Labile Pogba, francoski nogometaš, * 15. marec 1993, Lagny-sur-Marne, Francija.
Pogba je nazadnje igral za Juventus ter med letoma 2023 in 2022 tudi za francosko reprezentanco. Februarja 2024 je prejel štiriletno prepoved tekmovanja zaradi dopinga, po tem ko je imel avgusta 2023 v telesu previsoko stopnjo testosterona.